# Robert J. Silbey
Robert James Silbey (* 19. Oktober 1940 in Brooklyn; † 27. Oktober 2011) war ein US-amerikanischer Chemiker (Physikalische Chemie).
Silbey studierte am Brooklyn College mit dem Bachelor-Abschluss 1961 und wurde 1965 an der University of Chicago in Chemie promoviert. Als Post-Doktorand war er an der University of Wisconsin bei Joseph Hirschfelder. 1966 wurde er Assistant Professor und 1977 Professor am Massachusetts Institute of Technology. 1990 bis 1995 leitete er dort die Chemiefakultät und von 1998 bis 2000 war er Direktor des Center for Materials Science and Engineering. Von 2000 bis 2007 war er Dekan für Naturwissenschaft (Dean der School of Science).
Er befasste sich mit Quantenchemie, Theorie angeregter Zustände in Festkörpern und Molekülen, Theorie der Relaxation und nichtlinearen optischen Materialien (Gläser, Festkörper, Polymere) einschließlich Spektroskopie und Energietransfer in diesen Materialien. Er zeigte als einer der Ersten, wie die Leitfähigkeit konjugierter Polymere durch Quantenanregungen wie Polaronen, Bipolaronen und Solitonen erzeugt wird. Unter anderem entwickelte er in diesem Zusammenhang mit Robert Harris die Variatonal Polaron Transformation. Dabei hielt er enge Verbindung zum Experiment und konnte mit seiner Theorie experimentelle Daten beim Lochbrennen, Photon-Echo und in der Spektroskopie einzelner Moleküle erklären. Zuletzt wandte er sich der Quantendynamik und dem Energietransfer bei der Photosynthese zu, insbesondere im Anfangsstadium des Einsammelns der Photonen und dem nachfolgenden Energietransfer.
2007 erhielt er den Joseph O. Hirschfelder Prize. Er war Mitglied der National Academy of Sciences, der American Academy of Arts and Sciences, der American Association for the Advancement of Science und der American Physical Society.
1989 erhielt er den Humboldt-Forschungspreis und 1992 den Max-Planck-Forschungspreis. 1972/73 und 1986 war er Gastprofessor in Utrecht. Er war Ehrendoktor des Brooklyn College und der École Normale Supérieure de Cachan.
Seine Ehefrau Susan Silbey ist Professorin für Soziologie und Anthropologie am MIT. Mit ihr hatte er zwei Töchter.
1968 bis 1970 war er Sloan Research Fellow und 1972/73 Guggenheim Fellow. 1971 bis 1976 war er Camille and Henry Dreyfuß Foundation Teacher Scholar.

## Schriften
- mit R. Alberty, M. Bawendi: Physical Chemistry, 4. Auflage, Wiley 2004